# Zamser Bach
Zamser Bach är ett vattendrag i Österrike.   Det ligger i förbundslandet Tyrolen, i den västra delen av landet, 400 km väster om huvudstaden Wien.
Trakten runt Zamser Bach består i huvudsak av gräsmarker. Runt Zamser Bach är det ganska glesbefolkat, med 42 invånare per kvadratkilometer.